# Epipotoneura machadoi
Epipotoneura machadoi là loài chuồn chuồn trong họ Protoneuridae. Loài này được von Ellenrieder & Garrison mô tả khoa học đầu tiên năm 2008.